# Onze-Lieve-Vrouwekerk (Gent)

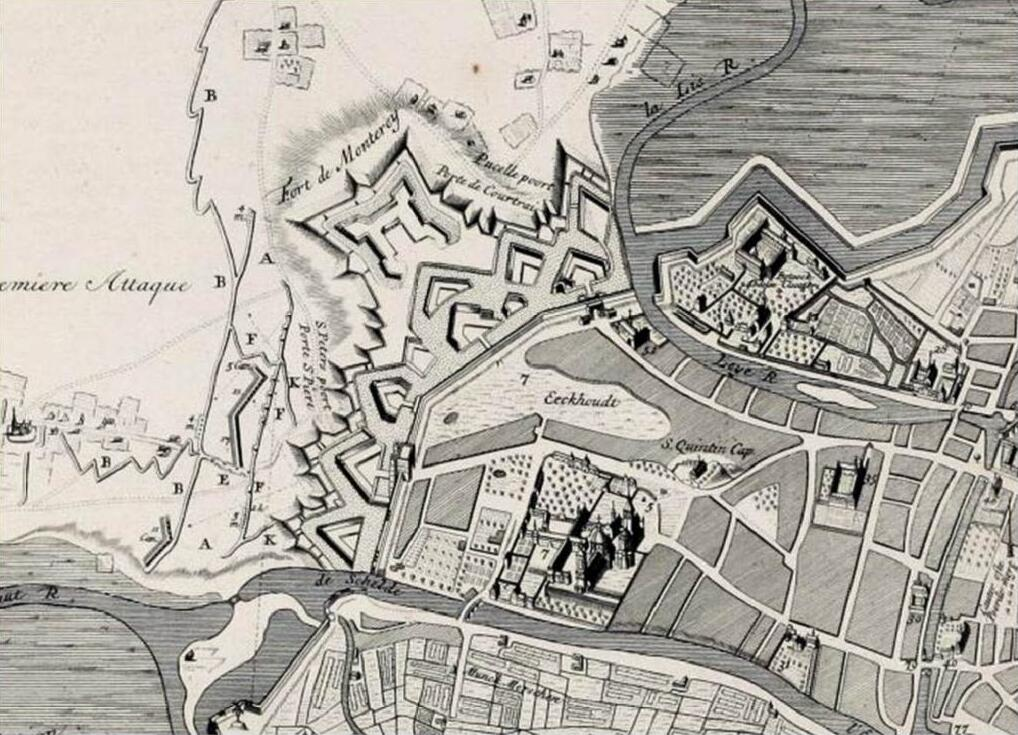
Oude kaart van het Sint-Pietersdorp met de Onze-Lieve-Vrouwekerk

De Onze-Lieve-Vrouwekerk was een kerk in de buurt van de Sint-Pietersabdij in de Belgische stad Gent. Zij werd gesloopt in 1799 tijdens de Franse bezetting en niet heropgebouwd, net als de kathedralen van Brugge en Luik en de Sint-Michielsabdij in Antwerpen.
Oude afbeeldingen tonen een driebeukige gotische kerk met transept en een complexe koorpartij. Recent archeologisch onderzoek wees uit dat de hele benedenkerk met de drie beuken op het huidige Sint-Pietersplein te lokaliseren is. Dit Sint-Pietersplein werd in de 19de eeuw aangelegd op de ruimte die was vrijgekomen door de sloop van de kerk en de sloop van een aantal abdijgebouwen.
Sindsdien heeft de Sint-Pieterskerk van de Sint-Pietersabdij, de benaming Onze-Lieve-Vrouwekerk van deze verwoeste kerk overgenomen en heet nu Onze-Lieve-Vrouw-Sint-Pieterskerk.  Naast deze kerk ligt de Tweekerkenstraat (die verwijst naar zowel de kerk van de Sint-Pietersabdij als naar de Onze-Lieve-Vrouwekerk).